# Публий Квинтилий Вар Младши
Вижте пояснителната страница за други личности с името Вар (пояснение).
Публий Квинтилий Вар Младши (на латински: Publius Quinctilius Varus Minor) e римски политик.

## Биография
Той е единственият син на генерал Публий Квинтилий Вар (консул 13 пр.н.е.) и втората му съпруга Клавдия Пулхра, дъщеря на Марк Валерий Месала Барбат Апиан и Клавдия Марцела Младша и внучка на Октавия Младша (по-старата сестра на римския император Август). Първи братовчед е на императрица Валерия Месалина, третата съпруга на император Клавдий.
Роден е в Рим между 1 и 6 г. През септември 9 г. баща му е убит в битката в Тевтобургската гора против Арминий в Долна Германия. Майка му не се омъжва след това. Тя е приятелка с втората си братовчедка Агрипина Стара. През 26 г. става жертва на Сеян. Тя е осъдена и наказана от Афер за опит да отрови император Тиберий, в магьосничество и прелюбодеяние с Фурний.
През 27 г. Вар Младши е обвинен пред Сената от роднината му Публий Корнелий Долабела за обида на императора. Сенатът отлага обвинението, понеже император Тиберий отсъства по това време. Не са известни други сведения за него.